# Internazionali d'Italia 2013 - Qualificazioni singolare femminile
Le qualificazioni del singolare femminile degli Internazionali d'Italia 2013 sono state un torneo di tennis preliminare per accedere alla fase finale della manifestazione. I vincitori dell'ultimo turno sono entrati di diritto nel tabellone principale. In caso di ritiro di uno o più giocatori aventi diritto a questi sono subentrati i lucky loser, ossia i giocatori che hanno perso nell'ultimo turno ma che avevano una classifica più alta rispetto agli altri partecipanti che avevano comunque perso nel turno finale.

## Giocatrici

### Teste di serie
1. Lourdes Domínguez Lino (ultimo turno)
2. Stefanie Vögele (primo turno)
3. Chanelle Scheepers (primo turno)
4. Ol'ga Govorcova (primo turno)
5. Madison Keys (ultimo turno)
6. Anabel Medina Garrigues (qualificata)
7. Simona Halep (qualificata)
8. Sílvia Soler Espinosa (ultimo turno)

1. Lauren Davis (ultimo turno)
2. Jamie Hampton (ultimo turno)
3. Daniela Hantuchová (ultimo turno)
4. Lesja Curenko (qualificata)
5. Andrea Hlaváčková (qualificata)
6. Anna Tatišvili (primo turno)
7. Mallory Burdette (qualificata)
8. Garbiñe Muguruza Blanco (qualificata)

### Qualificate
1. Andrea Hlaváčková
2. Lesja Curenko
3. Melanie Oudin
4. Mathilde Johansson

1. Mallory Burdette
2. Anabel Medina Garrigues
3. Simona Halep
4. Garbiñe Muguruza Blanco

## Tabellone qualificazioni

### Sezione 1
|  | Primo turno | Primo turno            | Primo turno | Primo turno | Primo turno |  |  | Ultimo turno | Ultimo turno           | Ultimo turno | Ultimo turno | Ultimo turno |  |
|  |             |                        |             |             |             |  |  |              |                        |              |              |              |  |
|  | 1           | Lourdes Domínguez Lino | 6           | 6           | 6           |  |  |              |                        |              |              |              |  |
|  |             | Mirjana Lučić          | 4           | 7           | 2           |  |  | 1            | Lourdes Domínguez Lino | 4            | 6            | 5            |  |
|  |             | Anastasija Rodionova   | 3           | 6           | 1           |  |  | 13           | Andrea Hlaváčková      | 6            | 3            | 7            |  |
|  | 13          | Andrea Hlaváčková      | 6           | 3           | 6           |  |  |              |                        |              |              |              |  |

### Sezione 2
|  | Primo turno | Primo turno             | Primo turno             | Primo turno | Primo turno |  |  | Ultimo turno | Ultimo turno            | Ultimo turno | Ultimo turno | Ultimo turno |  |
|  |             |                         |                         |             |             |  |  |              |                         |              |              |              |  |
|  | 2           | Stefanie Vögele         | Stefanie Vögele         | 6           | 2           |  |  |              |                         |              |              |              |  |
|  |             | María Teresa Torró Flor | María Teresa Torró Flor | 7           | 6           |  |  |              | María Teresa Torró Flor | 6            | 64           | 2            |  |
|  |             | Mariana Duque Mariño    | Mariana Duque Mariño    | 3           | 3           |  |  | 12           | Lesja Curenko           | 4            | 7            | 6            |  |
|  | 12          | Lesja Curenko           | Lesja Curenko           | 6           | 6           |  |  |              |                         |              |              |              |  |

### Sezione 3
|  | Primo turno | Primo turno        | Primo turno        | Primo turno | Primo turno |  |  | Ultimo turno | Ultimo turno  | Ultimo turno | Ultimo turno | Ultimo turno |  |
|  |             |                    |                    |             |             |  |  |              |               |              |              |              |  |
|  | 3           | Chanelle Scheepers | Chanelle Scheepers | 4           | 0           |  |  |              |               |              |              |              |  |
|  |             | Melanie Oudin      | Melanie Oudin      | 6           | 6           |  |  |              | Melanie Oudin | 4            | 6            | 6            |  |
|  | WC          | Federica Di Sarra  | Federica Di Sarra  | 6           | 4           |  |  | 10           | Jamie Hampton | 6            | 3            | 3            |  |
|  | 10          | Jamie Hampton      | Jamie Hampton      | 7           | 6           |  |  |              |               |              |              |              |  |

### Sezione 4
|  | Primo turno | Primo turno        | Primo turno   | Primo turno | Primo turno |  |  | Ultimo turno | Ultimo turno       | Ultimo turno       | Ultimo turno | Ultimo turno |  |
|  |             |                    |               |             |             |  |  |              |                    |                    |              |              |  |
|  | 4           | Ol'ga Govorcova    | 6             | 3           | 1           |  |  |              |                    |                    |              |              |  |
|  |             | Mathilde Johansson | 3             | 6           | 6           |  |  |              | Mathilde Johansson | Mathilde Johansson | 6            | 6            |  |
|  |             | Eva Birnerová      | Eva Birnerová | 4           | 1           |  |  | 9            | Lauren Davis       | Lauren Davis       | 3            | 2            |  |
|  | 9           | Lauren Davis       | Lauren Davis  | 6           | 6           |  |  |              |                    |                    |              |              |  |

### Sezione 5
|  | Primo turno | Primo turno      | Primo turno      | Primo turno | Primo turno |  |  | Ultimo turno | Ultimo turno     | Ultimo turno | Ultimo turno | Ultimo turno |  |
|  |             |                  |                  |             |             |  |  |              |                  |              |              |              |  |
|  | 5           | Madison Keys     | Madison Keys     | 6           | 6           |  |  |              |                  |              |              |              |  |
|  |             | Shuai Zhang      | Shuai Zhang      | 2           | 4           |  |  | 5            | Madison Keys     | 6            | 4            | 1            |  |
|  |             | Petra Martić     | Petra Martić     | 3           | 4           |  |  | 15           | Mallory Burdette | 3            | 6            | 6            |  |
|  | 15          | Mallory Burdette | Mallory Burdette | 6           | 6           |  |  |              |                  |              |              |              |  |

### Sezione 6
|  | Primo turno | Primo turno             | Primo turno      | Primo turno | Primo turno |  |  | Ultimo turno | Ultimo turno            | Ultimo turno | Ultimo turno | Ultimo turno |  |
|  |             |                         |                  |             |             |  |  |              |                         |              |              |              |  |
|  | 6           | Anabel Medina Garrigues | 4                | 6           | 6           |  |  |              |                         |              |              |              |  |
|  | WC          | Alexia Virgili          | 6                | 2           | 2           |  |  | 6            | Anabel Medina Garrigues | 4            | 7            | 7            |  |
|  |             | Julija Putinceva        | Julija Putinceva | 6           | 6           |  |  |              | Julija Putinceva        | 6            | 63           | 5            |  |
|  | 14          | Anna Tatišvili          | Anna Tatišvili   | 2           | 1           |  |  |              |                         |              |              |              |  |

### Sezione 7
|  | Primo turno | Primo turno        | Primo turno        | Primo turno | Primo turno |  |  | Ultimo turno | Ultimo turno       | Ultimo turno       | Ultimo turno | Ultimo turno |  |
|  |             |                    |                    |             |             |  |  |              |                    |                    |              |              |  |
|  | 7           | Simona Halep       | Simona Halep       | 6           | 6           |  |  |              |                    |                    |              |              |  |
|  | WC          | Alice Balducci     | Alice Balducci     | 1           | 0           |  |  | 7            | Simona Halep       | Simona Halep       | 6            | 6            |  |
|  |             | Galina Voskoboeva  | Galina Voskoboeva  | 2           | 5           |  |  | 11           | Daniela Hantuchová | Daniela Hantuchová | 4            | 2            |  |
|  | 11          | Daniela Hantuchová | Daniela Hantuchová | 6           | 7           |  |  |              |                    |                    |              |              |  |

### Sezione 8
|  | Primo turno | Primo turno             | Primo turno             | Primo turno | Primo turno |  |  | Ultimo turno | Ultimo turno            | Ultimo turno            | Ultimo turno | Ultimo turno |  |
|  |             |                         |                         |             |             |  |  |              |                         |                         |              |              |  |
|  | 8           | Sílvia Soler Espinosa   | Sílvia Soler Espinosa   | 6           | 6           |  |  |              |                         |                         |              |              |  |
|  |             | Sesil Karatančeva       | Sesil Karatančeva       | 4           | 0           |  |  | 8            | Sílvia Soler Espinosa   | Sílvia Soler Espinosa   | 2            | 3            |  |
|  | WC          | Angelica Moratelli      | Angelica Moratelli      | 1           | 1           |  |  | 16           | Garbiñe Muguruza Blanco | Garbiñe Muguruza Blanco | 6            | 6            |  |
|  | 16          | Garbiñe Muguruza Blanco | Garbiñe Muguruza Blanco | 6           | 6           |  |  |              |                         |                         |              |              |  |